# پیر-ژان دو برانژه

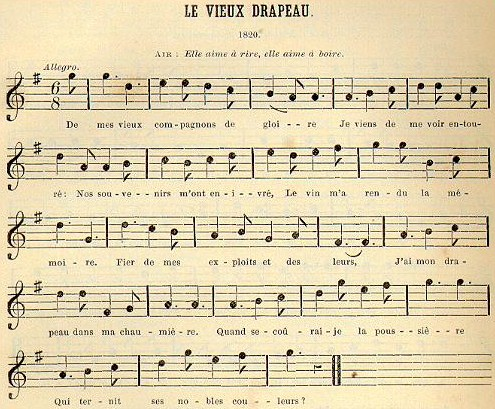
Music and first verse of "Le Vieux drapeau" ("The old flag", 1820)

پیِر-ژان دو بِرانژه (به فرانسوی: Pierre-Jean de Béranger) شاعر و ترانه‌سرا قرن هجدهم میلادی اهل فرانسه است.
یکی از معروفترین سروده‌های او پرچم کهن (به فرانسوی: Le Vieux drapeau)، (به انگلیسی: The old flag) نام دارد.